# Uysanus lestagei
Uysanus lestagei är en insektsart som beskrevs av Victor Lallemand 1929. Uysanus lestagei ingår i släktet Uysanus och familjen Flatidae. Inga underarter finns listade i Catalogue of Life.